# Kristalina Georgievová
Kristalina Ivanova Georgievová, nepřechýleně Kristalina Georgieva (bulharsky Кристалина Иванова Георгиева; * 13. srpna 1953 Sofie, Bulharsko) je bulharská a evropská politička a ekonomka.

## Akademická kariéra
Narodila se v Sofii v Bulharsku, kde vystudovala politickou ekonomii a sociologii na Universitet za nacionalno i svetovo ctopanstvo – Univerzitě národní a světové ekonomie (toho času Vyšší institut ekonomie Karla Marxe). Po zakončení magisterského studia pokračovala doktorským studiem z ekonomie a v letech 1977–1993 zde vyučovala. V roce 1976 se dostala do Spojeného království na London School of Economics jako hostujicí profesor. Hostovala také na MIT a podílela se na více než sto publikacích, včetně učebnic mikroekonomie a makroekonomie.

## Politická kariéra
Od roku 1993 do roku 2008 pracovala Georgievová ve Světové bance ve Washingtonu. V letech 2010 až 2016 byla jako bulharská komisařka členkou Evropské komise. Od listopadu 2014 do 31. prosince 2016 byla místopředsedkyní Evropské komise a komisařkou pro rozpočet a lidské zdroje v Evropské komisi vedené Jean-Claude Junckerem. Na svou funkci rezignovala, aby se od 2. ledna 2017 ujala postu výkonné ředitelky Světové banky, její portfolio bylo převedeno na Günthera Oettingera.
Od 8. února 2010 do 1. listopadu 2014 zastávala funkci komisařky pro mezinárodní spolupráci a humanitární pomoc v Evropské komisi vedené José Barrosem.
V srpnu 2019 byla Evropskou unií nominována na funkci výkonné ředitelky Mezinárodního měnového fondu (MMF) ve Washingtonu jako nástupkyně po Francouzce Christine Lagardeové, která převezme v listopadu post předsedkyně Evropské centrální banky ve Frankfurtu nad Mohanem. Do funkce byla zvolena měnovým fondem 25. září a nastoupila 1. října 2019.
Dne 12. dubna 2024 byla výkonnou radou Mezinárodního měnového fondu znovu jmenována do funkce na druhé pětileté funkční období. Byla jediným kandidátem.